# 許晉誌
許晉誌，前中國文化大學環境設計學院景觀學系副教授、嘉義大學農學院景觀學系暨研究所副教授。參與台灣諸多景觀規劃項目、新北市安居城市都市更新策略計畫等。2023年臺灣MeToo運動中被指控多起性騷擾案件，之後被嘉義大學和文化大學性平會認定性騷擾事件屬實。

## 爭議事件
2023年5月，台灣社會正於#MeToo運動之中，6月15日，許晉誌在Dcard上被指控，其在文化大學景觀系任教期間，不當觸摸女學生，捏手臂、摟腰、捏肩等動作。隨即有相同經歷的女學生也發聲。
嗣後，許晉誌於臉書為自己性騷擾行為道歉，但卻標註兩位受害者姓名，並將閱讀權限只限友人未公開，造成各界譁然後緊急將文章刪除。
6月19日，許所屬的中華民國景觀學會也發表聲明，暫停其執行長職權及其他職務、調查此事。此外，許晉誌被告發性騷事件後自文化大學辭退。
嘉義大學和文化大學性平會分別在2023年11月及2024年7月認定，許晉誌性騷擾事件屬實且情節嚴重，依規定終止聘約，並通報教育部管制不適任教育人員。